# مجلس القنيطرة العسكري
مجلس القنيطرة العسكري هو تحالف للمتمردين السوريين مرتبط بالجيش السوري الحر الذي كان مسلحا بصواريخ مضادة للدبابات من طراز بي جي إم-71 تاو أمريكية الصنع. ويعمل في محافظة القنيطرة. وتم تعيين قائد المجموعة، العميد عبد الإله البشير، رئيسا لأركان المجلس العسكري الأعلى في 16 فبراير 2014.